# Rolls-Royce Vulture
Le Rolls-Royce Vulture est un moteur d'avion britannique de la Seconde Guerre mondiale qui a été conçu et construit par Rolls-Royce Limited. Le Vulture utilisait la configuration "X-24" (en) inhabituelle dans laquelle une paire de moteurs Peregrine-V12 ont été montés sur un vilebrequin commun. Le moteur a été conçu à l'origine pour produire environ 1 750 chevaux, mais des problèmes persistants sur les deux moteurs Vulture et Peregrine ont conduit à réduire la puissance à environ 1 450-1 550 ch.
Bien que plusieurs nouveaux appareils avaient prévu d'utiliser le Vulture, le travail de conception du moteur prit fin en 1941 car Rolls s'est concentré sur la conception du Merlin plus abouti.
La société britannique Napier, cherchant elle aussi à produire un moteur très puissant et compact de 24 cylindres a opté pour une architecture légèrement différente pour son moteur Sabre, une disposition des 24 cylindres en H. Celui-ci s'est révélé plus efficace après un développement de longue haleine.

## Conception et développement

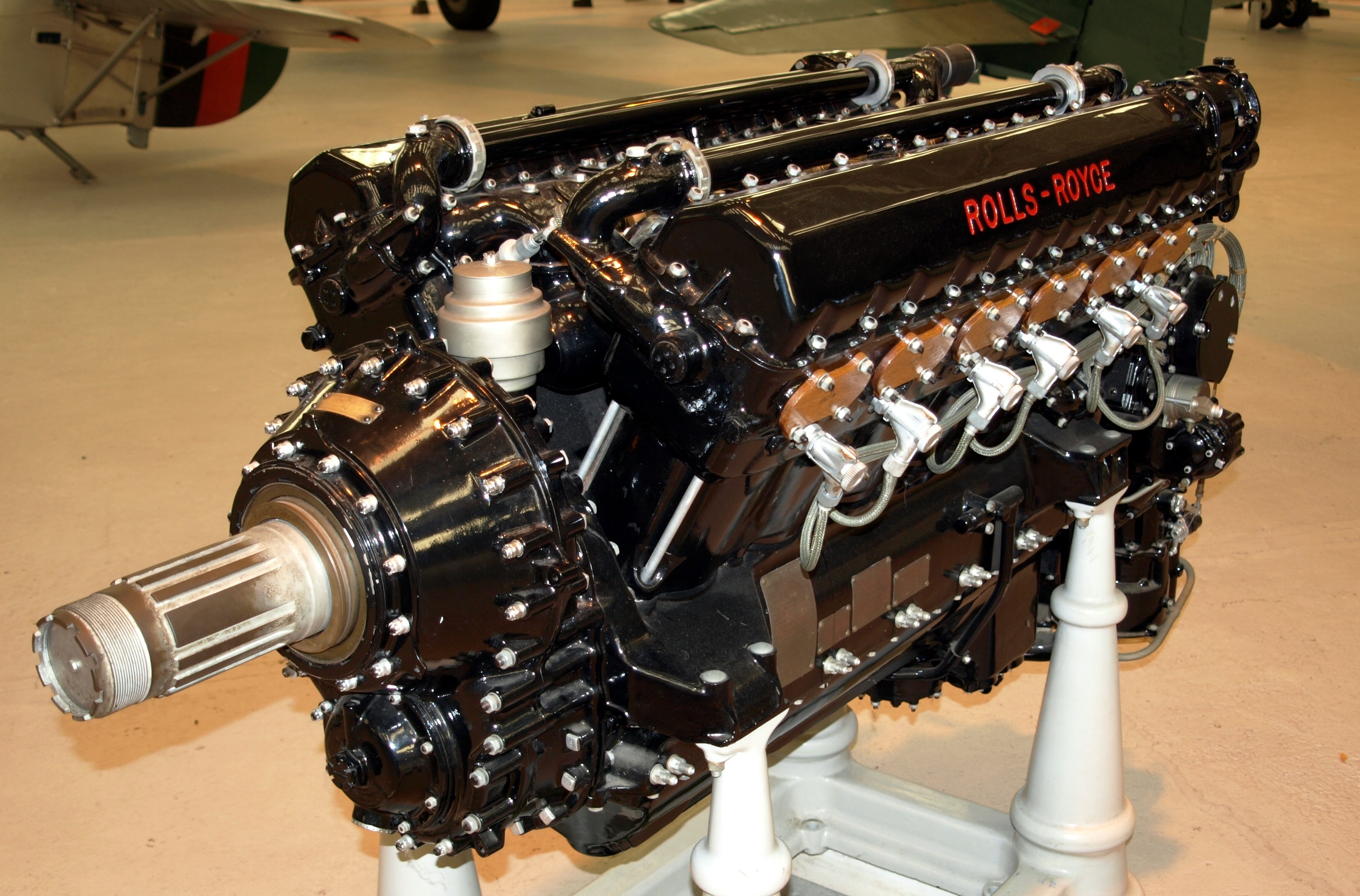
Moteur à pistons d'avion Rolls-Royce Kestrel XVI au Royal Air Force Museum, Cosford.

Le Peregrine, un Kestrel suralimenté, était d'une conception assez standard, avec deux rangées de cylindres disposés en V et une cylindrée de 21,2 litres. Le Vulture était constitué de deux Peregrine réunis au niveau du carter, donnant une configuration de moteur en X avec une cylindrée de 42,5 litres.
Les deux moteurs ont souffert d'une mauvaise fiabilité due à une durée de conception trop courte. Outre une puissance moindre que prévu, le Vulture a souffert de pannes fréquentes au niveau des roulements de tête de bielle, qui se sont révélés être causés par des ruptures de la lubrification ainsi que par des problèmes de dissipation de la chaleur du moteur. Rolls-Royce était initialement confiant en sa capacité à résoudre ces problèmes, mais comme le Merlin X de taille beaucoup plus réduite avait déjà atteint le niveau de puissance attendue pour le Vulture, la production du Vulture a été interrompue après construction de seulement 538 unités.

## Applications
Le Vulture était destiné à propulser l'intercepteur Hawker Tornado, mais avec l'annulation de la production du Vulture, Hawker a abandonné le Tornado et s'est tourné vers le Typhoon, motorisé avec le Napier Sabre. De même, l'annulation a causé l'abandon de la version du bombardier Vickers Warwick à moteurs Vulture.
Le seul avion conçu uniquement pour le Vulture à entrer effectivement en production fut le bimoteur Avro Manchester. Lorsque les problèmes de fiabilité du moteur apparurent, l'équipe Avro a convaincu le Air Ministry que doter le Manchester de quatre moteurs Merlin – solution étudiée comme plan de secours – était préférable à la solution de rééquiper les usines Avro pour produire le Handley Page Halifax. L'avion, d'abord été appelé le Manchester Mark III, puis rebaptisé Lancaster, est devenu le bombardier lourd de premier plan de la RAF.

### Liste des applications

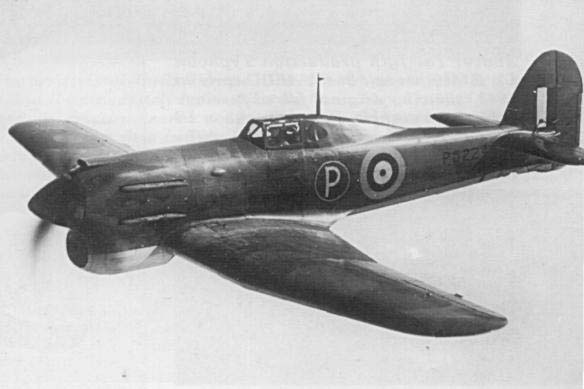
prototype Hawker Tornado à moteur Vulture

- Avro Manchester
- Blackburn B-20
- Hawker Henley (en)[2]
- Hawker Tornado
- Vickers Warwick

## Caractéristiques (Vulture V)
Données :
- type : 24 cylindres en X de 90°, suralimentés à refroidissement liquide
- alésage : 127 mm ; course : 139,7 mm ; cylindrée : 42,47 l
- arbre à cames
- suralimentation : compresseur centrifuge, entraînement par engrenages, à 2 vitesses
- carburateur : S.U.
- liquide de refroidissement : 70 % eau : 30 % éthylène glycol
- puissance : 1 780 ch à 2 850 tr/min
- taux de compression : 6:01

### Conception liée
- Rolls-Royce Peregrine

### Moteur similaire
- Daimler-Benz DB 604 (en)